# 杉山昌三九
杉山昌三九（1906年8月6日—1992年3月17日），別名杉山剛，出生於日本東京市本鄉區，日本電影演員，於1927年加入日活大將軍攝影所，與白井戰太郎、溝口健二和渡邊邦男合作甚多，於第二次世界大戰後以出演時代劇電影為主，演過日本知名虛構劍客鞍馬天狗，於1974年退休，於1992年因為結腸癌而逝世。

## 電影
- 娘可愛や（1928年年，導演：溝口健二）
- 鞍馬天狗 雨中的騎士（1941年，導演：白井戰太郎）
- 鞍馬天狗 銀河的美女（1941年，導演：山口哲平）
- 透明人出現（1949年，導演：安達伸生）
- 鉄腕涙あり（1953年，導演：瀧澤英輔）
- 桃太郎武士（1957年，導演：三隅研次）
- 續座頭市物語（1962年，導演：森一生）
- 桃太郎侍（1963年，導演：井上昭）
- 新座頭市物語（1963年，田中德三）
- 座頭市喧嘩旅（1963年，導演：安田公義）
- 劍鬼（1963年，導演：三隅研次）
- 大魔神（1966年，導演：安田公義）
- 妖怪百物語（1968年，導演：安田公義）
- 眠狂四郎惡女狩獵（1969年，導演：池廣一夫）